# Rete di eccellenza dell'italiano istituzionale
La REII è un'iniziativa avviata dal Dipartimento di lingua italiana della Direzione generale della Traduzione (DGT) della Commissione europea al fine di sviluppare contatti e scambi con professionisti della lingua italiana ed esperti che operano in vari campi e in varie situazioni professionali (mercato libero, agenzie di traduzione, associazioni di terminologi e linguisti, istituzioni accademiche e pubbliche amministrazioni, ivi comprese le altre istituzioni europee) nei paesi in cui l'italiano è lingua ufficiale, nazionale o regionale (oltre all’Italia, la Croazia, la Slovenia e la Svizzera).
Essa riprende le finalità e le funzioni della REI, attiva dal novembre 2005 al novembre 2018, ma non le sue strutture formali (Comitato di coordinamento, Comitato scientifico, Assemblea degli iscritti, Gruppi di lavoro), essendo ora gestita direttamente dai membri del dipartimento italiano, come richiesto dalle nuove norme adottate in materia dalla Commissione europea e dalla sua Direzione generale della Traduzione (DGT).

## Finalità
Gli obiettivi perseguiti sono i seguenti:
1. consulenza e convalida terminologica necessarie per l'attività quotidiana di traduzione del Dipartimento, attraverso forum di discussione dedicati ai vari settori d'interesse;
2. messa in comune di fonti documentarie e terminologiche;
3. organizzazione di eventi (convegni, conferenze, corsi e seminari di formazione interni ed esterni) per approfondire tematiche linguistiche e terminologiche;
4. partecipazione ad eventi pubblici organizzati dalla Commissione europea, dalla DGT, dalla Rappresentanza in Italia della Commissione e da altri enti e istituzioni con cui la REII collabora;
5. organizzazione di soggiorni di formazione per studenti, principalmente provenienti da università EMT (Master europeo in traduzione), e di visite di funzionari traduttori nell'ambito del programma Visiting Translator Scheme (VTS);
6. scambio di buone pratiche con gli ambienti accademici, professionali e amministrativi operanti in vari campi e paesi per promuovere l'uso di un italiano istituzionale chiaro e comprensibile a tutti;
7. pubblicazione, con carattere di ufficialità, degli atti dei convegni tramite l'Ufficio delle pubblicazioni dell'Unione europea.

## Funzionamento

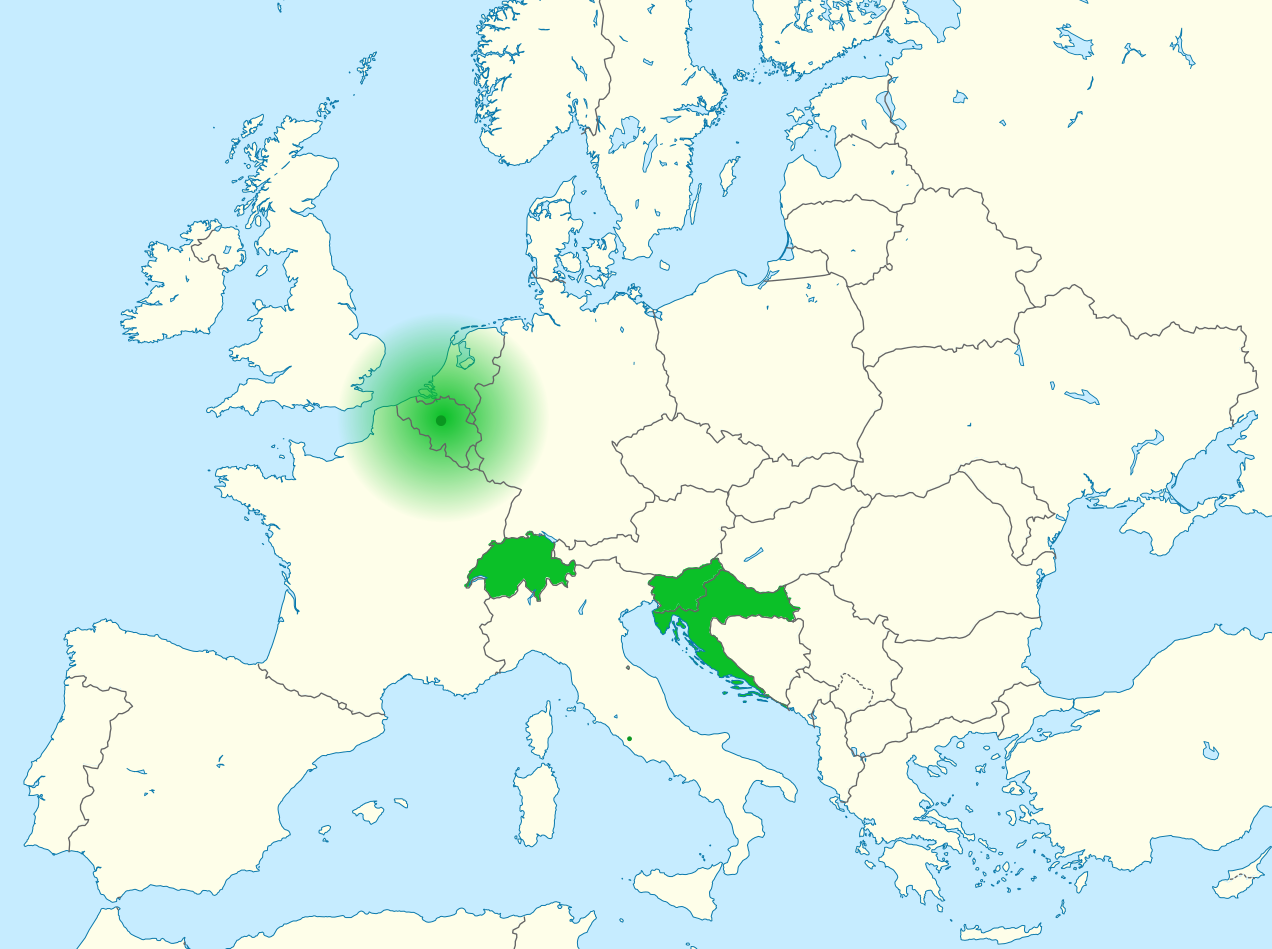
paesi/aree monitorati dall'OIIFI: Svizzera, Slovenia, Croazia, San Marino, Città del Vaticano, Unione Europea.
Tutte le attività sono gestite dal dipartimento mediante i vari mezzi e piattaforme di comunicazione.

### Neologismi e nuovi concetti giuridici o economici
In questo canale si discute dell'analisi evolutiva del linguaggio economico e finanziario nella lingua italiana, del suo uso nelle istituzioni italofone, dell'impatto del linguaggio istituzionale nella normazione dell'italiano.

### Parità di genere nel linguaggio
In questo canale si discute dell'uso paritario e non sessista della lingua italiana in tutte le occasioni istituzionali, dal Parlamento europeo a tutte le sedi istituzionali dei paesi in cui l'italiano è lingua ufficiale.

### Osservatorio dell'italiano istituzionale fuori d'Italia (OIIFI)
Questo canale è dedicato a discussioni attinenti alle due 2 finalità principali dell'OIIFI:
1. monitorare l'uso dell'italiano istituzionale, e delle problematiche connesse, nell'UE e nelle nazioni fuori d'Italia in cui l'italiano è lingua ufficiale: Croazia, Slovenia e Svizzera;
2. servire da piattaforma di scambio di esperienze e opinioni, punto di riferimento e interlocutore per dubbi, difficoltà, soluzioni terminologiche o linguistiche in generale, a favore di istituzioni esterne e degli stessi membri del gruppo di lavoro.